# Cheick Bathily
Cheick Oumar Bathily (ur. 10 października 1982) – piłkarz malijski grający na pozycji bramkarza.

## Kariera klubowa
Karierę piłkarską Bathily rozpoczął w klubie Djoliba Athletic Club ze stolicy kraju Bamako. W 2002 roku zadebiutował w jego barwach w malijskiej Première Division. W 2003 roku osiągnął swój pierwszy sukces w karierze, gdy zdobył Puchar Mali. Z kolei w 2004 roku sięgnął z Djolibą po dublet - mistrzostwo i puchar kraju. Wraz z Djolibą jeszcze dwukrotnie wywalczył mistrzostwo kraju (2008, 2009) i trzykrotnie puchar kraju (2007, 2008, 2009).

## Kariera reprezentacyjna
W reprezentacji Mali Bathily zadebiutował w 2004 roku. W 2004 roku został powołany do kadry na Puchar Narodów Afryki 2004, na którym Mali zajęło 4. miejsce. Zawodnik był rezerwowym bramkarzem dla Mahamadou Sidibè i nie rozegrał żadnego spotkania. W tym samym roku wystąpił też w Igrzyskach Olimpijskich w Sydney, dochodząc z Mali do ćwierćfinału. Od 2004 do 2013 roku rozegrał w kadrze narodowej 4 mecze.